# Ebbe Sand
Ebbe Sand (Hadsund, 1972. július 19. –) dán válogatott labdarúgó.

## Pályafutása

### Dánia
Testvérével, Peterrel együtt szülővárosa csapatában, a Hadsundban kezdett játszani. Miután a fővárosba, Koppenhágába költöztek, hogy építészmérnöknek tanuljanak, úgy döntöttek, szerencsét próbálnak a Brøndbynél. Testvére végül a Brøndbynél nem, számos más profi csapatnál azonban játszott a későbbiekben.
Első igazán sikeres szezonja az 1997-es volt, amikor harminc mérkőzésen tizenkét gólt szerzett, bajnoki címhez segítve csapatát. A következő év még jobban sikerült mind a klub, mind Sand számára, ekkor ugyanis a klub duplázott, Sand pedig közel 1/1-es mutatót hozott a 33 mérkőzésen jegyzett 28 találatával. Sand 1998 áprilisában debütálhatott a válogatottban is, majd bekerült a nemzeti csapat világbajnokságra utazó keretébe is. A tornán mind az öt dán érdekeltségű meccsen játszott, Nigéria ellen pedig megszerezte első gólját is. Ő maga személyesen ezt tartja pályafutása legkedvesebb góljának. A mérkőzésen egyébként csereként lépett pályára, és már tizenhat másodperccel becserélése után betalált, ez a mai napig vb-rekord. A nagyszerűen sikerült évad után ő lett az év dán labdarúgója.

### Németország

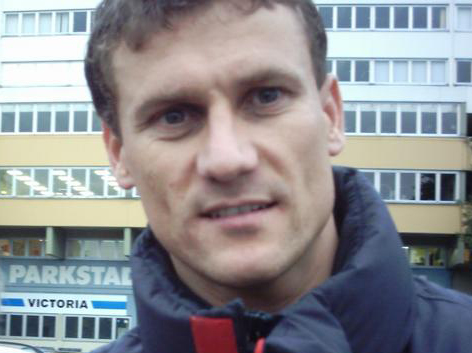
Sand a Schalke korábbi stadionja, a Parkstadion előtt.

Az 1998-as vb után még egy szezont játszott a Brøndbyben, majd tízmillió márka ellenében a német Schalke 04 játékosa lett, ez az összeg akkor dán átigazolása rekordnak számított. Első idénye neki igen, a csapat számára annál kevésbé alakult sikeresen. Bár ő maga tizennégy gólt szerzett, a gelsenkircheni alakulat csak a 13. helyen végzett.
Legsikeresebb idénye a 2000-01-es volt, amikor huszonkét találattal, megosztva Sergej Barbarezzel, gólkirályi címet ünnepelhetett. Ebben az évben ismét az év dán játékosa lett. 2002-ben a Schalke kupagyőztes lett, és ötödikként zárt a Bundesligában, Sand pedig rendkívül meggyőzően teljesített mind klub-, mind válogatott szinten. Bár gólkirály ezúttal nem lett, ismét tíz gól felett zárt, a vb-selejtezőkön pedig tíz mérkőzésen kilenc gólt szerzett összesen.
Miután a 2004-es Európa-bajnokságról sérülés miatt lemaradt, úgy döntött, visszavonul a válogatottbeli szerepléstől, hogy utolsó aktív éveiben csakis a klubjára koncentrálhasson. 2005 nyarán jelentette be, hogy a következő lesz az utolsó idénye a Schalkénál, valamint azt is, hogy visszavonulása után haza szeretne költözni, ahol a Silkeborgnál számítottak volna rá. Így visszautasította az akkori Schalke-tréner, Rudi Assauer segédedzői felkérését. Utolsó mérkőzésére 2006. május 13-án került sor, a VfB Stuttgart ellen. Az ebben az idényben már csapatkapitányként játszó Sand gólt szerzett a 3–2-es Schalke-győzelemmel végződő összecsapáson, lecserélésekor pedig az ötvenezres gelsenkircheni publikum állva tapsolta.

## Statisztika
Statisztikája a Brøndby IF-nél (1992–1999):
- A bajnokságban: 69 gól
- A kupában: 7 gól
- A ligakupában: 4 gól
- Nemzetközi mérkőzésen: 5 gól
- Összesen: 188 mérkőzés, 85 gól
Statisztikája az FC Schalke 04-nél (1999–2006):
- 214 mérkőzés a bajnokságban: 74 gól
- 25 mérkőzés a kupában: 18 gól
- 6 mérkőzés a ligakupában: 1 gól
- 37 nemzetközi mérkőzés: 12 gól
- Összesen: 282 mérkőzés, 105 gól

## Sikerei, díjai
- Dán bajnok: 1996, 1997, 1998
- Dán gólkirály: 1998
- Dán kupagyőztes: 1998
- Az év dán labdarúgója: 1998, 2001
- Német kupagyőztes: 2000-01, 2001-02
- Német gólkirály: 2001[6]